# Puig d'en Llac
El Puig d'en Llac és una muntanya de 419 metres que es troba entre els municipis de Madremanya i de Sant Martí Vell, a la comarca catalana del Gironès.